# خاله بازة (مقاطعة ديواندرة)
خاله‌بازة (بالفارسية: خاله‌بازه) هي قرية تقع في قسم تشهل تششمه الريفي (مقاطعة ديواندرة) في إيران. يقدر عدد سكانها بـ 113 نسمة بحسب إحصاء 2016.